# Лещенко, Андрей Фёдорович
Андрей Фёдорович Лещенко (16 октября 1945 года, Шанхай, КНР — 20 января 2023 года, Оренбург) — советский и российский театральный актёр, народный артист Российской Федерации (2002). Почётный гражданин Оренбурга (2017). Заслуженный артист Северо-Осетинской АССР (1983).
Играл большую роль в культурной и общественной жизни Оренбурга.

## Биография
Родился в Шанхае (Китайская народная республика), где его родители оказались вследствие лихолетья Гражданской войны. Имел старшую сестру Руфину. В 1947 году вместе с родителями уехал в СССР, в посёлок Ракитянка Оренбургской области. Отец работал шахтёром на Блявинском руднике. Родители стремились привить детям интерес к культуре и мечтали дать образование.
С 1952 года Андрей учился в местной средней школе, окончить десять классов не удалось — умер отец. Начал работать вожатым и воспитателем в детском доме, затем был токарем на медеплавильном комбинате, после чего — инструктором в Медногорском горкоме комсомола. Среднее образование завершил в вечерней школе (1963).
Театром увлёкся в детстве, устраивал представления во дворе, привлекая к ним соседских детей, сам писал сюжет, сам подбирал костюмы.
В 1964 году поступил в Саратовское театральное училище, которое окончил в 1968 году и два года служил в Саратовском академическом театре им. К. Маркса, первые роли сыграл в спектаклях «Стакан воды» (по пьесе Э. Скриба), «Валентин и Валентина» (по пьесе М. Рощина).
В 1969 году был призван на срочную службу. Служил в ансамбле песни и пляски Приволжского военного округа, вёл концерты и выступал как чтец.
В 1972 году был принят в Республиканский русский драматический театр Северной Осетии (город Орджоникидзе), на сцене которого за три года сыграл ряд главных ролей.
В 1975—1978 годах служил в Кемеровском областном театре драмы имени А. В. Луначарского, затем десять лет — во Владикавказском академическом русском театре драмы Северной Осетии, был удостоен звания «Заслуженный артист Северо-Осетинской АССР» (1983).
С 1988 года служил на сцене Оренбургского государственного драматического театра им. М. Горького. Создал более полусотни сценических образов, среди которых цари, юродивые, деревенские жители, светские львы, дворяне, торговцы, сотрудники правоохранительных органов, деятели искусства, шпионы, врачи, финансисты и служители культа. Обладал богатой палитрой профессиональных актёрских умений и мастерски ими владея, воплощал на сцене своих персонажей убедительно и сочно.
В 1993 году удостоен звания Заслуженный артист России.
В 2002 году удостоен звания Народный артист России. Дважды лауреат губернаторской премии за достижения в области культуры и искусства «Оренбургская лира» (1996, первый из артистов и 2014). В 2017 году присвоено звание Почётного гражданина Оренбурга присвоено в 2017 году.
Проводил большую организаторскую работу, занимал пост председателя регионального отделения союза театральных деятелей России.
Скончался после продолжительной болезни 20 января 2023 года

## Избранные театральные работы
- 2015 Садовник — «Северный ветер», И. Якимов, губернаторская премия «Оренбургская лира — 2014»
- 2007 князь К. — «Прощальная гастроль князя К.» по повести «Дядюшкин сон» Ф. М. Достоевского, премия «Хрустальная роза Виктора Розова»
- 2004 Жевакин — «Женитьба», Н. Гоголь, диплом II-го Международного театрального форума «Золотой витязь» (Москва) за лучшую мужскую роль второго плана. Премия «Оренбургрегионгаз» за лучшую сценическую работу сезона;
- 2003 Барон де Ремюза — «Фредерик, или Бульвар преступлений», Э.-Э. Шмит, спонсорская премия «Альфа» (филиал нефтяной компании ОАО «ТНК-ВР-менеджмент», «ТНК-ВР-Оренбург», Оренбург) за лучшую мужскую роль второго плана;
- 2002 Арбенин — «Маскарад», М. Лермонтов, премия областной администрации «Лучшая актерская работа года»;
- 1999 Игорь — «Пока она умирала», Н. Птушкина, премия «„ОНАКО“ — театральным звездам Оренбуржья» от нефтяной компании «ОНАКО» за лучшую мужскую роль;
- 1998 Фрэнк Хардер — «Не верь глазам своим», Ж. Брикер и М. Ласег, премия областной администрации «Лучшая актерская работа года»;
- 1997 Фирс — «Вишневый сад», А. П. Чехов, Губернаторская премия «Оренбургская лира». Приз Международного театрального фестиваля «Театр без границ» (Магнитогорск) за лучшую мужскую роль второго плана, вышедшую на первый;
- 1994 Тропачев — «Нахлебник», И. С. Тургенев, Диплом Всероссийского фестиваля «Русская классика» (Орёл);
- 1992 Борис Годунов — «Царь Федор Иоаннович», А. Толстой, приз жюри Всероссийского фестиваля «Актерские звезды России» (Воронеж) за лучшую мужскую роль;